# Lion (1751)
Pour les autres navires du même nom, voir Lion (homonymie).
```

```

Le Lion était un vaisseau de ligne à deux ponts portant 64 canons construit sur les plans de Pierre-Blaise Coulomb à Toulon en 1749-51, et lancé en 1751. Il fut mis en chantier pendant la vague de construction qui sépare la fin de guerre de Succession d'Autriche (1748) du début de la guerre de Sept Ans (1755). Il participa à la guerre de Sept Ans puis à la guerre d'Indépendance américaine.

## Caractéristiques principales
Le Lion était un bâtiment moyennement artillé mis sur cale selon les normes définies dans les années 1730-1740 par les constructeurs français pour obtenir un bon rapport coût/manœuvrabilité/armement afin de pouvoir tenir tête à la marine anglaise qui disposait de beaucoup plus de navires. Il faisait partie de la catégorie des vaisseaux dite de « 64 canons » dont le premier exemplaire fut lancé en 1735 et qui sera suivi par plusieurs dizaines d’autres jusqu’à la fin des années 1770, époque où ils seront définitivement surclassés par les « 74 canons. »
Sa coque était en chêne, son gréement en pin, ses voiles et cordages en chanvre. Il était moins puissant que les vaisseaux de 74 canons car outre qu'il emportait moins d'artillerie, celle-ci était aussi pour partie de plus faible calibre, soit :
- vingt-six canons de 24 livres sur sa première batterie percée à treize sabords,
- vingt-huit canons de 12 sur sa deuxième batterie percée à quatorze,
- dix canons de 6 sur ses gaillards[3],[1].

Cette artillerie correspondait à l’armement habituel des 64 canons. Lorsqu'elle tirait, elle pouvait délivrer une bordée pesant 540 livres (soit à peu près 265 kg) et le double si le vaisseau faisait feu simultanément sur les deux bords. Chaque canon disposait en réserve d’à peu près 50 à 60 boulets, sans compter les boulets ramés et les grappes de mitraille.
Pour nourrir les centaines d’hommes qui composait son équipage, c’était aussi un gros transporteur qui devait avoir pour deux à trois mois d'autonomie en eau douce et cinq à six mois pour la nourriture. C'est ainsi qu'il embarquait des dizaines de tonnes d’eau, de vin, d’huile, de vinaigre, de farine, de biscuit, de viande et de poisson salé, de fruits et de légumes secs, de condiments, de fromage, et même du bétail sur pied destiné à être abattu au fur et à mesure de la campagne.

## Résumé de sa carrière
Le Lion fit sa première croisière en se rendant à Isle Royale en 1751. En mai 1756, au début de la guerre de Sept Ans, le vaisseau faisait partie des 12 vaisseaux de l'escadre de La Galissonière chargée de couvrir le débarquement sur Minorque. Il prit part, sur l’arrière-garde, à la bataille qui s'ensuivit avec la flotte anglaise venue secourir l'île.
En 1759, il quitta Toulon dans l'escadre de 12 vaisseaux de La Clue chargée de rejoindre Brest pour couvrir une tentative de débarquement en Angleterre. Mais celle-ci fut repérée au large de Gibraltar par les forces anglaises. Lors de la poursuite le long des côtes espagnoles, la flotte de La Clue se disloqua de nuit à la suite de signaux mal interprétés. Le Lion se réfugia le 19 août à Cadix avec plusieurs autres navires ce qui lui permit d'échapper à la capture ou à la destruction à la défaite qui s'ensuivit dans les eaux portugaises. Il ne put gagner Toulon qu'en janvier 1760.